# Walter Pötzl
Walter Pötzl (* 23. März 1939 in Plan im Egerland) ist ein Historiker und ehemaliger Hochschullehrer.

## Leben
Pötzl promovierte 1967 an der Ludwig-Maximilians-Universität München mit einer Arbeit über die frühe Geschichte des Klosters Irsee. Zunächst Gymnasiallehrer am Justus-von-Liebig-Gymnasium in Neusäss, war er von 1984 bis 2015 Kreisheimatpfleger des Landkreises Augsburg und von 1983 bis 2004 Extraordinarius für Volkskunde an der Katholischen Universität Eichstätt-Ingolstadt. Von 1972 bis 2008 war er Mitglied des Kreistages Augsburg. Pötzl ist Autor und Herausgeber zahlreicher Publikationen, darunter viele zur Geschichte des Kreises Augsburg und seines Brauchtums. Seit 1988 ist er Mitglied der Schwäbischen Forschungsgemeinschaft.

## Ehrungen
Für seine Verdienste wurde er unter anderem mit dem Bundesverdienstkreuz und dem Bayerischen Verdienstorden geehrt.

## Akademische Festschriften
Zum 75. Geburtstag (gleichzeitig 30-jähriges Jubiläum als Kreisheimatpfleger von Augsburg): 
- Brugger, René; Mayer, Bettina; Schierl, Monika (Hg.): Kirche – Kunst – Kultur. Geschichts- und kulturwissenschaftliche Studien in Süddeutschland und angrenzenden Regionen. Regensburg: Schnell & Steiner 2014. ISBN 978-3-7954-2831-0

Zum 60. Geburtstag:
- Kohlberger, Alexandra (Hg.): KulturGeschichteN. Festschrift für Walter Pötzl zum 60. Geburtstag. 2 Bände. Augsburg 1999. ISBN 3-925549-12-9